# فرخنده آتش‌رنگ
فرخنده آتش‌رنگ (نام علمی: Piranga bidentata)، که در گذشته به عنوان فرخنده پشت‌راه‌راه شناخته می‌شد، یک پرنده آوازخوان آمریکایی با جثه متوسط از خانواده کاردینالان، کاردینال‌ها یا نوک‌بزرگ‌های کاردینال است. از مکزیک در سراسر آمریکای مرکزی تا شمال پاناما و گهگاه در ایالات متحده یافت می‌شود. چهار زیرگونه شناخته شده‌است. فرخنده آتش‌رنگ ۱۸ تا ۱۹ سانتیمتر (۷٫۱ تا ۷٫۵ اینچ) طول دارد، نر عمدتاً قرمز نارنجی است، در حالی که ماده بیشتر نارنجی مایل به زرد است.
یک مطالعه ژنتیکی در سال ۲۰۱۹ با استفاده از دی‌ان‌ای میتوکندریایی نشان داد که فرخنده آتش‌رنگ آرایه خواهری فرخنده غربی (P. ludoviciana) است.